# Kasteel Bouzov
Kasteel Bouzov (oorspronkelijk Búzov) ligt in het gelijknamige dorp ten zuidwesten van de plaats Loštice, in Moravië, Tsjechië. Het kasteel is bezit van de Tsjechische Republiek, en valt onder het bestuur van de Tsjechische Monumentenzorg. Kasteel Bouzov behoort tot de meest bezochte monumenten in Tsjechië en is een populair oord bij filmmakers, vooral voor sprookjesfilms.

## Geschiedenis
Kasteel Bouzov werd gebouwd eind dertiende, begin veertiende eeuw, en de eerste eigenaar heette Búz van Búzov, waarnaar het kasteel is vernoemd. Hierna was het kasteel in bezit van verschillende adellijke eigenaren, tot het in 1696 werd verkocht aan de Duitse Orde, een religieuze Duitse ridderorde. Het kasteel bleef in hun handen tot 1939, toen het in beslag werd genomen door de nazi’s.
Tijdens de Tweede Wereldoorlog viel het oog van SS-er Heinrich Himmler op het mooie kasteel, en hij  plaatste er een SS-eenheid. Aan het eind van de oorlog trok deze eenheid naar het nabijgelegen dorp Javořice, en schoot daar alle 38 aanwezige mannen dood. Daarna staken de nazi’s, op 5 mei 1945, het dorp in brand. 
Na de Tweede Wereldoorlog werd het kasteel geconfisqueerd door de Tsjechoslowaakse overheid.
Het oorspronkelijke kasteel werd gebouwd als één grote toren met lage bijgebouwen. Begin veertiende eeuw werd er een voorburcht aan toegevoegd. Tijdens een grote brand in 1558 is een groot deel van het kasteel verwoest, en  in 1620 weer herbouwd. Tussen 1895 en 1910 vonden onder het beheer van Eugenie van Habsburg verbouwingen plaats, waarbij veel van de oorspronkelijke Tsjechische architectuur werd vervangen door Duitse elementen. 
Slot Bílá Voda · Kasteel Bouzov · Kasteel Helfštýn · Slot Jánský Vrch · Kasteel Kaltenštejn · Kasteel Mírov · Slot Náměšť na Hané · Burcht van Olomouc · Kasteel Puchart · Kasteel Šternberk · Kasteel Úsov · Slot Velké Losiny